# Szahalin-alagút
A Szahalin-alagút (oroszul: Сахалинский тоннель) egy felhagyott építési projekt, amelyet a Nevelszkoj-szoros (a Tatár-szoros legszűkebb szakasza) alatt tervezett megvalósítani a Szovjetunió, az 1950-es években, a sztálini időszakban. Az alagút tervezett hossza nagyjából 10 km volt, és Szahalin szigetét kötötte volna össze a szárazfölddel.
Az orosz kormányzat 2009. január 16-án közleményt adott ki, hogy az összeköttetést híddal, és nem alagúttal tervezi megvalósítani.

## A Szahalin-vasút
A Szahalin sziget a történelem során egy meglehetősen frekventált ütközőzónaként szolgált két nagyhatalom, a japán császár és az orosz cári udvar között. Az oroszok – csakúgy, mint az britek Ausztráliát – bűnözők száműzésére használták a világtól távoli birtokukat, melyet később a japánok kaparintottak meg.
A sziget területe úgy háromnegyede Magyarországénak, déli része a második világháború végén még japán fennhatóság alatt állt. A japánok sokat fejlesztettek ebben az időszakban a sziget elmaradott infrastruktúráján, vasutat építettek és a déli fővárost Tojoharát is kiépítették.
A szovjetek az 1945-ös megszállást követően a városokat gyorsan átnevezték (lakóikat internálták, vagy száműzték), a főváros így a Juzsno-Szahalinszk néven szerepelt a továbbiakban a térképeken. 1951-ben Japán a San Franciscó-i békeszerződés értelmében lemondott Szahalin és a Kuril-szigetek fölötti jogairól. Azonban a szerződés a pontos részleteket nem tisztázta és az a szovjetek alá sem írták, így a szigetek hovatartozása a mai napig vitatott – már csak azért is, mert komoly kőolajkészletek lapulnak meg a szigetek alatt.
Mindenesetre a szovjetek gyorsan zárt katonai övezetté nyilvánították a szigetet, oda napjainkban sem egyszerű bejutni. A szigetet a Szovjetunió felé egy kompjárat kötötte (és köti) össze, ezt akarták Sztálin tanácsadói valami időjárástól függetlenebb megoldással felváltani.
1949 végére Lavrentyij Berija állt elő a tervvel, a tizenhárom kilométeres alagút ötletével. Úgy ítélték meg, hogy egy híd katonai sérülékenységével szemben az alagút ellenállóbb és védhetőbb lehet. A Miniszterek Tanácsa 1950-ben írta alá a rendeletet Komszomolszk-na-Amure és Pobegyino közötti vasút és a Tatár-szoros alatti alagút megépítésére.

## A Szahalin-alagút

A Szahalin-alagút

A vasútvonal-alagút és szigetoldali részét az 506-os, míg kontinentális részét az 507-es projektbe sorolták. A teljes tervezett vasútvonal hossza több mint 1000 km volt. Egyes források azt állítják, hogy az ide jelentkező kényszermunkások sokkal jobb körülmények között éltek, mint a többi Gulag-táborban, kiszabadultak a tábori körülmények közül és még fizetést is kaptak.
Más források szerint ez csak a klasszikus szovjet/orosz múltszépítő legenda, és azok a megemlékezések is ezt a változatot támasztják alá, akik szerint csak az 506-os részen tíz tábor épült fel, a Gulágon megszokott őrtornyokkal és szögesdrót-kerítésekkel, ahová 27 ezer embert vezényeltek munkára.
Mindenesetre tény, hogy az alagút megépítésében moszkvai metróépítők is részt vettek, akik már hozzászoktak a komplikált helyzetekhez, de ez az alagút rajtuk is kifogott. Az öböl alatt nem igazán találtak alacsony mélységben alagútépítésre alkalmas kőzetet, de a szeizmikusan aktív térség sem kecsegtetett sok jóval.
Az alagútnak 1953-ra kellett volna elkészülnie (és 1955-ben üzembe állnia), de gyorsan nyilvánvalóvá vált, hogy ez a határidő tarthatatlan (sőt, lehet, hogy az egész projektet megvalósíthatatlannak ítélték a szakemberek).
A történelem közbeszólt, és másként rendelkezett, mint a minisztertanácsi rendelet. 1953 tavaszán ugyanis a diktátor, Sztálin meghalt, és halálával gyakorlatilag egyidejűleg az összes „Gulag-projekt” is megszüntetésre került. Jurij Koselev, a Szocialista Munka Hőse, aki korábban és később is a moszkvai metró építésén dolgozott mint vezetőmérnök, így nyilatkozott az építkezés leállításának napjáról:
„Aznap minden kiürült. Az őrök nem kapcsolták le a gépeket, egyszerűen csak lezárták az építési területet. Egyik nap még kellett dolgoznunk, másnap már nem, azt mondták: ez már nem szükséges. Semmi nem lett konzerválva, a tábor egyszerűen kiürült, csak a gépek és az építési anyagok maradtak ott. Voltak néhányan, akik továbbképzésre lettek küldve a közeli településre. Mikor visszatértek, csak üres barakkokat találtak."
A történészeket máig izgatja a kérdés, hogy vajon meddig jutottak az építkezésekben. A metróépítők beszámolói szerint több függőleges szellőzőaknát teljesen kiépítettek, nem kizárt, hogy az alagút részben – akár néhány kilométer hosszan is – elkészült. A levéltárakban az erre vonatkozó iratok nem érhetők el, és az interneten se található túl sok dokumentum erről az elátkozott építkezésről.
Egy egykori szemtanú, egy sofőr így írt az alagútról: 20 teherautó fordult egyszerre az alagútban, ami már 10 kilométer hosszan húzódott a Tatár-szoros alatt. Sztálin halála után írott levelében ez áll, miután szabadon engedték: Az építkezés lezárult, az alagútba betört a víz és mindenki, aki ott volt, meghalt.
Mihail Kozlov építő visszaemlékezése szerint egyszer beszélt egy egykori ezredessel, aki az alagút építésénél szolgált. Szerinte az alagút építése során végzetes hiba történt, és a víz szerinte is betört a majdnem kész alagútba. Bár a mérnökök megpróbáltak úrrá lenni a helyzeten, Sztálin halála után a lezárt alagutat teljesen elöntötte a tengervíz.
A helyszínen a fényképek tanúsága szerint ma már csak néhány rozsdás gép, egy beszakadt függőleges tárna és néhány félig romos épület bizonyítja csak az egykori alagút létezését.

## A Szahalin-alagút megújult tervei napjainkban

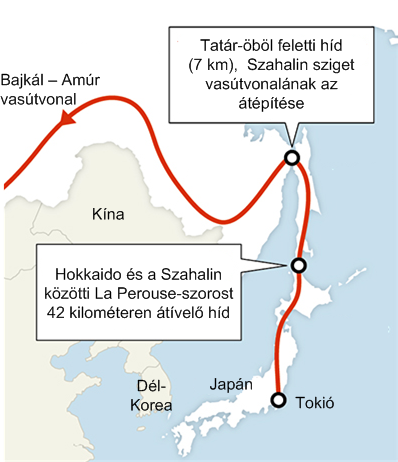
Az új Szahalin-alagút terve

Európába Japánból egy konténert legjobb esetben is több mint egy hónap alatt lehet eljuttatni. Ezt az időt vonattal akár két hétre is le lehetne csökkenteni, ha volna Japánnak a szárazfölddel közvetlen kapcsolata. A fő szigettől északra található Hokkaidó szigete, és annak már van vasúti kapcsolata, így a térképre nézve adja magát a legegyszerűbb megoldás: Hokkaidót össze kell kötni Szahalin szigetével és Szahalint pedig a kontinenssel, nagyjából ugyanott, ahol Sztálin ezt eltervezte.
Bár az orosz és japán kapcsolatok jellemzően meglehetősen fagyosak, de nyilván a pénz ezen a területen is sok mindent felülírhat. A tárgyalások megkezdődtek, és nem kizárt, hogy – ha személyvonattal nem is – de a feladott konténerek száraz lábon – igaz nem alagúton, hanem egy hatalmas hídon keresztül – fognak eljutni a felkelő nap birodalmába.
Ebben a projektben viszont nem a Tatár-szoros fölötti hét kilométeres híd a kihívás a finanszírozóknak és az építőknek, hanem a Hokkaido és a Szahalin közötti La Pérouse-szorost 42 kilométeren átívelő híd. A 600 kilométernyi vasút, állomásokkal, hidakkal és alagutakkal ehhez képest már tényleg csak részletkérdésnek számít.
Mindenesetre 2016-ban már a legfelsőbb szinten kezdtek egyeztetni a vasúti kapcsolatról az oroszok és a japánok, egy olyan szigeten keresztül, melynek hovatartozásáról az utóbbi 70 évben nem tudtak megegyezni.

### Weblapok és cikkek
- ↑ passport.blog.hu: Vámos Sándor: Projekt 506 (magyar nyelven), 2018. február 27.
- pastuh83: Мертвые великие стройки (orosz nyelven), 2016. november 1.
- ↑ vladnews.ru: Юрий ТРАКАЛО: vladnews.ru Тайна тоннеля на Сахалин: миф или реальность? (orosz nyelven), 2011. szeptember 28.
- chelkar: 1954. МЕГАПРОЕКТЫ И.В. Сталина (закрытые после его смерти) (orosz nyelven)
- ↑ 4stor.ru: YuliaS: Сахалинский тоннель (orosz nyelven), 2016. április 11.
- ↑ siberiantimes.com: Siberian Times reporter: Tokyo to London by train? Ambitious new plan links Trans-Siberian to Japan (angol nyelven), 2016. október 5. [2020. október 7-i dátummal az eredetiből archiválva]. (Hozzáférés: 2019. augusztus 13.)